# Fédération communication conseil culture CFDT
 (mars 2018).
Notes
Secrétaire générale adjointe : Sylvia Remy
La Fédération communication conseil culture CFDT (F3C-CFDT) est la fédération des syndicats affiliés à la Confédération française démocratique du travail de ces secteurs. Au niveau international, elle est affiliée à UNI global union et à la Fédération internationale des journalistes (FIJ). Elle compte près de 50 000 adhérents salariés et retraités.

## Historique
La F3C-CFDT a été créée en octobre 2005, lors d'un congrès fondateur tenu à Dijon, par la fusion des anciennes fédération CFDT des Postes et Télécoms (FUPT-CFDT), fédération de la Communication et de la Culture (FTILAC-CFDT), ainsi que de la partie Services aux entreprises de la fédération des Services CFDT (services informatiques, prestataires du tertiaire, publicité et activités comptables). La création de cette nouvelle fédération a été mise en œuvre pour faire face aux défis de la convergence numérique et à l'émergence d'Internet.

## Organisation
Son d'activité englobe dix-huit branches professionnelles dotées d'un conseil de branche élu. Les conseils de branche sont répartis en cinq pôles opérationnels :
1. le pôle conseil - publicité ;
2. le pôle télécoms - prestataires ;
3. le pôle postes - finances - distribution ;
4. le pôle culture - animation - sport ;
5. le pôle médias.

La fédération est organisée en vingt-sept syndicats territoriaux, trois syndicats de pôle franciliens et quinze syndicats nationaux.
En outre, les journalistes adhérents qui sont couverts par une convention collective nationale de travail des journalistes sont également organisés au sein d'une Union syndicale des journalistes (USJ-CFDT) qui assure notamment leur représentation dans les instances professionnelles, en particulier à la commission de la carte d’identité des journalistes professionnels.

## Congrès
La fédération tient un congrès tous les quatre ans. 
Le congrès élit un bureau fédéral de trente membres, organe directeur de la fédération. Au sein du bureau fédéral est élue une commission exécutive de neuf membres qui assurent la direction quotidienne de la fédération. Tous les syndicats sont représentés par un ou plusieurs militants au CNF (comité national fédéral) qui se réunit au moins deux fois par an.

## Secrétaires généraux
La F3C-CFDT est dirigée par un secrétaire général :
- De 2005 à 2011 : Hervé Morland
- De 2011 à juin 2016 : Ivan Béraud
- De juin 2016 à juin 2017 : Marie-Hélène Castellarnau
- Depuis juin 2017 : Jérôme Morin

## Secrétaires nationaux
La F3C-CFDT est organisée en pôle, dont le coordinateur ou coordinatrice est un secrétaire national.